# De Banier (uitgeverij)
De Banier is een Nederlandse reformatorische uitgeverij en richt zich vooral op het uitgeven van christelijke boeken voor de reformatorische gezindte en catechismusonderwijs. Een van de speerpunten van de uitgeverij is het uitgeven van werken van puriteinen.

## Geschiedenis
De Banier werd in de jaren '20 van de twintigste eeuw in Rotterdam opgericht. De onderneming stelde zichzelf ten doel om het christelijk-reformatorisch perspectief in Nederland uit te dragen. Om deze doelstelling te bereiken werd aanvankelijk eerst ook een drukkerij opgericht om het Dagblad der Staatkundig Gereformeerde Partij De Banier te drukken. De zelfstandige uitgeverij wist in de loop der jaren een vertrouwde naam te verkrijgen in de reformatorische zuil. In de Tweede Wereldoorlog werd de uitgeverij door de Duitsers ingenomen en werd de krant verboden. Het bedrijf kreeg destijds een tijdelijk onderkomen in het Utrechtse Rhenen.
Na de Tweede Wereldoorlog werd de uitgeverij gevestigd in Utrecht. De Banier ging zich toeleggen op het drukken en uitgeven van boeken. In 1948 verscheen het eerste nummer van de GezinsGids, destijds nog de Kleine Gids geheten. Dit blad verschijnt nog altijd, maar wel onder de naam van een andere uitgever. De Banier wisselde nog enkele keren van onderkomen en is heden ten dage gevestigd in Apeldoorn.

## Overname
De Erdee Media Groep heeft per 1 januari 2008 de boekentak van de Banier overgenomen, met het doel over de gehele linie in de media de reformatorische zuil te vertolken. De tijdschriften GezinsGids en BimBam worden nog steeds in Utrecht uitgegeven door de bestaande uitgever die sinds die tijd Christelijke Tijdschriften BV is gaan heten.